# Øster Løgum Sogn
Øster Løgum Sogn (dt.: Osterlügum) ist eine Kirchspielsgemeinde (dän.: Sogn) in Nordschleswig im südlichen Dänemark. Der Zusatz „Øster“ (dt.: Oster-) bezieht sich auf gleichnamige Orte wie Nørre Løgum (dt.: Norderlügum) oder Sønder Løgum (dt.: Süderlügum) und die Lage in Bezug auf Løgumkloster (dt.: Lügumkloster). Bis 1970 gehörte das Kirchspiel zur Harde Sønder Rangstrup Herred im damaligen Aabenraa-Sønderborg Amt danach zur Rødekro Kommune im damaligen Sønderjyllands Amt, die im Zuge der Kommunalreform zum 1. Januar 2007 in der „neuen“  Aabenraa Kommune in der Region Syddanmark aufgegangen ist. Am 1. Oktober 2010 wurde der ehemalige Kirchenbezirk Genner Kirkedistrikt im Øster Løgum Sogn mit der Abschaffung der dänischen Kirchenbezirke als Genner Sogn ein selbständiges Sogn.

## Gemeindegebiet
Øster Løgum liegt nördlich von Aabenraa  (dt.: Apenrade). Die schleswigsche Geest geht hier in das östliche Hügelland über. Die relativ große Gemeinde hatte am 1. Januar 2025 insgesamt 926 Einwohner auf einer Fläche von über 72 km². Siedlungsschwerpunkte sind die Dörfer Øster Løgum, Genner mit 743 Einwohnern und Hovslund (dt.: Haberslund), das in das alte Dorf und die Bahnhofssiedlung Hovslund Stationsby mit 279 Einwohnern zerfällt.
Nachbargemeinden sind im Nordwesten Bevtoft (dt.: Beftoft), im Norden Vedsted (dt.: Wittstedt) und Hoptrup, im Süden Løjt (dt.: Loit) und Rise (dt.: Ries) und im Südwesten Egvad (dt.: Ekwatt).

## Geschichte
Im Mittelalter gehörte Øster Løgum zur Süderrangstrup-Harde im Herzogtum Schleswig. Gemeinsam mit der Rise Herred (dt.: Ries-Harde) und dem Birk Varnæs (dt.: Warnitz) bildete sie ab dem 14. Jahrhundert das Amt Apenrade. Bei den Landesteilungen von 1490, 1544 und 1581 kam das Kirchspiel jeweils fast geschlossen an den Gottorfer Landesteil.
Schwer getroffen wurde die verkehrsgünstig gelegene Gemeinde in den Kriegen des 17. Jahrhunderts.
1867 fiel das Herzogtum Schleswig an Preußen. Øster Løgum wurde 1869 auf die Landgemeinden Andholm (im Süden), Rauberg (Rugbjerg – im Westen), Norder-Jarup (Nørre Hjarup, im Nordwesten, zur Unterscheidung von Ries-Jarup so bezeichnet), Haberslund (Hovslund – im Norden), Osterlügum (Øster Løgum – in der Mitte) und Genner (im Osten).
Im Ersten Weltkrieg wurden im Süden der Gemeinde einige Bunkeranlagen und Kanonenbatterien im Zuge des Ausbaus der Sicherungsstellung Nord errichtet. Die Bunker bei Andholm sind sehr gut erhalten und stehen unter Denkmalschutz, bei Lerskov (dt.: Leerschau) finden sich eindrucksvolle Ruinenreste.
1920 erfolgte die Eingliederung Nordschleswigs nach Dänemark. Im Kirchspiel Osterlügum, dem nördlichsten im Kreis Apenrade, hatten bei der Volksabstimmung am 10. Februar 869 Wahlberechtigte für Dänemark und nur 181 für Deutschland votiert. Øster Løgum wurde eine einheitliche Kommune im Aabenraa Amt. Seit der Verwaltungsreform 1970 war es Teil einer größeren Kommune, die nach dem inzwischen dominierenden Ort der Gegend Rødekro Kommune (dt.: Rothenkrug) benannt war. 2007 ging diese wiederum in der Aabenraa Kommune auf.

## Wirtschaft und Verkehr
Øster Løgum liegt an der Nord-Süd-Autobahn E 45. Die nächsten Anschlussstellen liegen allerdings außerhalb der Gemeinde, während nach Øster Løgum ein Rastplatz benannt ist. Bei Genner führt die Sekundærrute 170 Flensburg-Aabenraa-Haderslev-Kolding (dt.: Flensburg-Apenrade-Hadersleben-Kolding) durch die Gemeinde.
Den ersten Bahnanschluss erhielt die Gemeinde 1864 an der Bahnstrecke Fredericia–Flensburg, die in Hovslund (dt.: Haberslund) einen Bahnhof hatte. Mit der Anlage der Weststrecke der Apenrader Kreisbahn wurde Haberslund sogar Knotenpunkt. Weitere Stationen wurden in Rauberg (dänisch Rugbjerg), Osterlügum, Genner und am Knivsberg (Gasthaus Lyngtoft an der Landstraße von Hadersleben (dänisch Haderslev) nach Apenrade) eingerichtet. Allerdings wurde die Kreisbahn 1926 durch eine begradigte Nebenbahn von Løgumkloster nach Rødekro (dt.: Rothenkrug) ersetzt, wobei die nördliche, durch die Gemeinden Øster Løgum und Løjt (dt.: Loit) führende Schleife aufgegeben wurde. Seitdem auch der Bahnhof von Hovslund 1974 aufgegeben und das Stationsgebäude 1995 abgerissen wurde, ist Rødekro der nächste Bahnhof für Øster Løgum.

## Sehenswürdigkeiten
Die stattliche romanische Kirche mit mächtigem stumpfem Turm, Schiff, Chor und Apsis liegt im Hauptdorf und ist auch von der Autobahn E 45 sichtbar.
Eine kleine, weithin sichtbare Kapelle bei Genner erinnert an die vorreformatorische Jakobskirche, als Genner eine eigene Gemeinde bildete. Der Bau ist an traditionelle Kirchenbauten der Region angelehnt.
Vor allem der Ostteil der Gemeinde ist landschaftlich beeindruckend. Östlich von Genner befindet sich ein kleiner Badestrand, der in den bereits zu Hoptrup gehörenden Strand von Süderballig (Sønderballe) und die inzwischen landfeste Insel Kalvø (dt.: Kalö) übergeht.
Höchste Erhebung in der Gemeinde (und ganz Nordschleswigs) ist der 97 m hohe Knivsberg, heute wichtigster Veranstaltungsort der deutschen Volksgruppe in Nordschleswig.
Im Westen sind Teile des Ochsenweges erhalten. Bei Hovslund steht der berühmte wikingerzeitliche Hærulfstein, der 1864–1945 als Kriegsbeute in Dreilinden aufgestellt war. Außerdem gibt es dort zahlreiche vorgeschichtliche Grabhügel.
Im Süden der Gemeinde, bei Andholm und Lerskov finden sich teilweise gut erhaltene Reste der Sicherungsstellung Nord aus dem Ersten Weltkrieg.
Das Tunneltal des Genner Hoel markiert die Südgrenze der Gemeinde und beeindruckt durch die teilweise recht tiefe Schlucht.
Æ Vold ist eine unweit davon gelegene vorgeschichtliche Verteidigungsanlage, deren erhaltener Wall zu den größten archäologischen Besonderheiten Nordschleswigs zählt.

## Persönlichkeiten
- Peter Prahl (* 1843 in Osterlügum; † 1911 in Lübeck), deutscher Sanitätsoffizier und Botaniker
- Jep Nissen Andersen (* 28. September 1896 in Rauberg; † 1. April 1974 in Itzehoe), deutscher Schriftsteller